# Gustavo Gómez
Gustavo Raúl Gómez Portillo (San Juan Bautista, 1993. május 6. –) paraguayi labdarúgó, a brazil Palmeiras hátvédje.